# Alejandro Bermúdez Rosell
Alejandro Bermúdez Rosell (Lima, Perú, 19 de diciembre de 1960) es un periodista especializado en temas de religión e Iglesia católica, influencer y activista provida peruano radicado en Estados Unidos. 
Él mismo es creyente católico. Fue director de ACI Prensa hasta el 31 de diciembre de 2022 y conductor del programa semanal de TV Cara a Cara en el canal católico conservador EWTN, allí también participó en transmisiones en vivo de eventos católicos. También fue integrante de la sociedad de vida apostólica Sodalicio de Vida Cristiana como laico consagrado durante décadas hasta septiembre de 2024, cuando fue sancionado con la expulsión por decisión pontificia por "abuso en el ejercicio del apostolado del periodismo".

## Biografía
Alejandro Bermúdez Rosell nació el 19 de diciembre de 1960 en la ciudad de Lima, capital de Perú. Después de estudiar cursos de filosofía en la Facultad de Teología Pontificia y Civil de Lima, ingresó a la Universidad de Lima donde obtuvo su licenciatura en Ciencias de la Comunicación. Desde joven formó parte de la sociedad de vida apostólica Sodalicio de Vida Cristiana donde realizó compromisos perpetuos de plena disponibilidad apostólica, comunidad a la cual continuó perteneciendo hasta su expulsión por parte de las autoridades vaticanas. 

### Carrera
Fue conductor del programa radial diario Criterios en Radio Católica Mundial/EWTN Radio, corresponsal en América Latina para el National Catholic Register, comentarista para el New York Times durante la visita del entonces papa Benedicto XVI a los Estados Unidos, productor ejecutivo del documental The Pope from the New World (El papa del Nuevo Mundo) y fue miembro del directorio de la Fraternidad de Alumnos de Universidades Católicas (FOCUS, Fellowship of Catholic University Students).
En 1989 fue nombrado director de ACI Prensa. Durante 10 años, Alejandro fue conductor del programa semanal de TV Cara a Cara en el canal católico EWTN en Español. Integra los directorios de la Asociación para la formación y el liderazgo católico, de Solidaridad en Marcha y de Christ in the City (Cristo en la Ciudad).
Hasta diciembre de 2022 fue director ejecutivo del Grupo ACI, integrado por las agencias de noticias ACI Prensa, Catholic News Agency, ACI Digital, ACI Stampa, CNA Deutsch, ACI Africa y ACI Mena. Fue también director de noticias de EWTN Español.

## Controversias

### Expulsión del Sodalicio de Vida Cristiana
El 25 de septiembre de 2024, una nota de prensa de la Nunciatura Apostólica en el Perú anunció su expulsión junto con otros miembros del Sodalicio de Vida Cristiana, informando que esta sanción había sido oficializada mediante un documento firmado por el papa Francisco. Entre los motivos señalados figuraba el "abuso en el ejercicio del apostolado del periodismo".
Bermúdez ha defendido su inocencia, argumentando que habría habido irregularidades en el proceso canónico en su contra, que su expulsión habría sido el resultado de un ataque organizado por críticos de sus puntos de vista sobre la Iglesia católica, y que los cargos en su contra responderían a reportes falsos o deliberadamente exagerados. Asimismo, anunció que apelaría su sanción ante el sucesor del papa Francisco.

### Declaración de personanon grata
En 2025, la Santa Sede anunció que Bermúdez había sido declarado persona non grata por la denuncia de agresión verbal presentada por las periodistas Paola Ugaz y Elise Ann Allen. Como resultado, no puede ejercer de corresponsal en las reuniones de la Sala Stampa.

## Libros
- 1989 El Futuro de la Comunicación Social en la Iglesia DECOS-CELAM, Bogotá[9]

- 1989 Los Ocho Espíritus Malvados (Traducción del italiano al español), Vida y Espiritualidad, Lima[10]

- 1990 Comunicaciones Sociales Católicas en América Latina UCIP, Ginebra[11]

- 2000 Yo Sobreviví al Aborto Planeta -Testimonio, Madrid[12]

- 2013 Sobre el cielo y la tierra - Cardenal Jorge Mario Bergoglio (Papa Francisco) y Rabino Skorka (traductor y editor al inglés), Random House[13]

- 2013 Papa Francisco, nuestro hermano, nuestro amigo Ignatius Press.[14]

## Premios y reconocimientos
- 1989 Premio Medios en tu Continente (Media in your Continent Award) - UCIP[15]
- 1989 Premio de la Amistad Norte-Sur (North-South Friendship Award)  - Gobierno Alemán[16]
- 1992 Premio de Medios Internacionales (International Media Award) - UCIP[17]
- 2009 Premio Cardenal Juan Landázuri en reconocimiento a la labor de comunicaciones en la Iglesia[18]
- 2010 Medalla pontificia “Pro Ecclesia et Pontifice” (por servicio a la Iglesia y al Pontífice)[19]